# RAF Odiham
Royal Air Force Odiham, plus simplement appelée RAF Odiham (code IATA : ODH • code OACI : EGVO), est une base militaire de la Royal Air Force située au sud du village d'Odiham, dans le Hampshire, en Angleterre. Elle abrite les hélicoptères de transport lourd Boeing Chinook de la Royal Air Force ainsi que l'escadrille royale The King's Helicopter Flight (TKHF). La base est actuellement commandée par le group captain Sarah Moorehead.

## Histoire
Des opérations aériennes ont débuté sur le site en 1925, mais ce n'est qu'en octobre 1937 qu'il a été ouvert en tant qu'aérodrome permanent.